# Петров, Алексей Васильевич (рабочий)
Алексей Васильевич Петров (1880—?)— советский рабочий завода «Светлана», кавалер ордена Ленина (1931).

## Биография
Родился в 1880 году. Отец был рабочим. Образование получил низшее. В 1924 году вступил в ВКП(б).
Работал на заводе «Светлана». В должности заведующего цокольным цехом 16 апреля 1931 года за выполнение Первого пятилетного плана за 2,5 года награжден орденом Ленина. Стаж на тот момент составил 15 лет.

## Награды
- Орден Ленина (1931)[1]